# Paraclausenia herbicola
Paraclausenia herbicola är en stekelart som beskrevs av Hayat 1980. Paraclausenia herbicola ingår i släktet Paraclausenia, och familjen sköldlussteklar. Inga underarter finns listade i Catalogue of Life.